# 6 uur van Spa-Francorchamps 2022
De 6 uur van Spa-Francorchamps 2022 was de tweede race van het FIA World Endurance Championship-seizoen 2022. De race werd verreden op 7 mei 2022 op het Circuit de Spa-Francorchamps nabij Spa, België.
De race werd gewonnen door de Toyota Gazoo Racing #7 van Mike Conway, Kamui Kobayashi en José María López. De LMP2-klasse werd gewonnen door de WRT #31 van Robin Frijns, Sean Gelael en René Rast. De LMP2 Pro-Am-klasse werd gewonnen door de AF Corse #83 van Nicklas Nielsen, François Perrodo en Alessio Rovera. De LMGTE Pro-klasse werd gewonnen door de AF Corse #51 van James Calado en Alessandro Pier Guidi. De LMGTE Am-klasse werd gewonnen door de Dempsey-Proton Racing #77 van Sebastian Priaulx, Christian Ried en Harry Tincknell.

## Inschrijvingen
Op 25 maart 2022 werd de inschrijvingslijst van de 6 uur van Spa-Francorchamps onthuld.

## Kwalificatie
Tijden vetgedrukt betekent de snelste tijd in die klasse.
| Pos. | Klasse      | No. | Team                      | Tijd      | Grid |
| ---- | ----------- | --- | ------------------------- | --------- | ---- |
| 1    | Hypercar    | 708 | Glickenhaus Racing        | 2:02.771  | 1    |
| 2    | Hypercar    | 36  | Alpine Elf Team           | 2:02.999  | 2    |
| 3    | Hypercar    | 7   | Toyota Gazoo Racing       | 2:03.087  | 3    |
| 4    | Hypercar    | 8   | Toyota Gazoo Racing       | 2:03.137  | 4    |
| 5    | LMP2 Pro-Am | 83  | AF Corse                  | 2:04.246  | 5    |
| 6    | LMP2        | 31  | WRT                       | 2:04.290  | 6    |
| 7    | LMP2        | 22  | United Autosports USA     | 2:04.451  | 7    |
| 8    | LMP2        | 9   | Prema Orlen Team          | 2:04.548  | 8    |
| 9    | LMP2        | 41  | RealTeam by WRT           | 2:04.640  | 9    |
| 10   | LMP2        | 38  | Jota                      | 2:04.692  | 10   |
| 11   | LMP2        | 28  | Jota                      | 2:04.717  | 11   |
| 12   | LMP2        | 5   | Team Penske               | 2:04.887  | 12   |
| 13   | LMP2        | 10  | Vector Sport              | 2:04.985  | 13   |
| 14   | LMP2        | 1   | Richard Mille Racing Team | 2:05.148  | 14   |
| 15   | LMP2 Pro-Am | 45  | Algarve Pro Racing        | 2:05.370  | 15   |
| 16   | LMP2        | 34  | Inter Europol Competition | 2:05.383  | 16   |
| 17   | LMP2 Pro-Am | 35  | Ultimate                  | 2:05.843  | 17   |
| 18   | LMP2        | 23  | United Autosports USA     | 2:05.849  | 18   |
| 19   | LMP2 Pro-Am | 44  | ARC Bratislava            | 2:06.667  | 19   |
| 20   | LMGTE Pro   | 91  | Porsche GT Team           | 2:14.301  | 20   |
| 21   | LMGTE Pro   | 92  | Porsche GT Team           | 2:14.481  | 21   |
| 22   | LMGTE Pro   | 64  | Corvette Racing           | 2:14.606  | 22   |
| 23   | LMGTE Pro   | 51  | AF Corse                  | 2:15.102  | 23   |
| 24   | LMGTE Pro   | 52  | AF Corse                  | 2:15.443  | 24   |
| 25   | LMGTE Am    | 33  | TF Sport                  | 2:17.408  | 25   |
| 26   | LMGTE Am    | 98  | Northwest AMR             | 2:18.912  | 26   |
| 27   | LMGTE Am    | 56  | Team Project 1            | 2:19.700  | 27   |
| 28   | LMGTE Am    | 85  | Iron Dames                | 2:20.789  | 28   |
| 29   | LMGTE Am    | 46  | Team Project 1            | 2:20.937  | 29   |
| 30   | LMGTE Am    | 77  | Dempsey-Proton Racing     | 2:21.027  | 30   |
| 31   | LMGTE Am    | 777 | D'Station Racing          | 2:21.168  | 31   |
| 32   | LMGTE Am    | 54  | AF Corse                  | 2:21.787  | 32   |
| 33   | LMGTE Am    | 88  | Dempsey-Proton Racing     | 2:22.622  | 33   |
| 34   | LMGTE Am    | 60  | Iron Lynx                 | 2:23.856  | 34   |
| 35   | LMGTE Am    | 71  | Spirit of Race            | 2:23.963  | 35   |
| 36   | LMGTE Am    | 86  | GR Racing                 | 2:24.384  | 36   |
| 37   | LMGTE Am    | 21  | AF Corse                  | Geen tijd | 37   |

## Uitslag
Winnaars in hun klasse zijn vetgedrukt; Hypercar is rood, LMP2 is blauw, LMGTE Pro is groen en LMGTE Am is oranje.
De race werd drie keer stilgelegd. De eerste onderbreking kwam na een ongeluk van de #44 ARC Bratislava, waardoor de vangrails gerepareerd moesten worden. De tweede onderbreking werd veroorzaakt door een lange periode met zware regenval. De laatste onderbreking vond plaats na een ongeluk van de ongeluk van de #34 Inter Europol Competition.
| Pos. | Klasse      | No. | Team                      | Coureurs                                               | Chassis                       | Banden | Ronden | Tijd/Reden     |
| Pos. | Klasse      | No. | Team                      | Coureurs                                               | Motor                         | Banden | Ronden | Tijd/Reden     |
| ---- | ----------- | --- | ------------------------- | ------------------------------------------------------ | ----------------------------- | ------ | ------ | -------------- |
| 1    | Hypercar    | 7   | Toyota Gazoo Racing       | Mike Conway Kamui Kobayashi José María López           | Toyota GR010 Hybrid           | M      | 103    | 6:00:31.052    |
| 1    | Hypercar    | 7   | Toyota Gazoo Racing       | Mike Conway Kamui Kobayashi José María López           | Toyota 3.5 L Turbo V6         | M      | 103    | 6:00:31.052    |
| 2    | Hypercar    | 36  | Alpine Elf Team           | André Negrão Nicolas Lapierre Matthieu Vaxivière       | Alpine A480                   | M      | 103    | +27.473        |
| 2    | Hypercar    | 36  | Alpine Elf Team           | André Negrão Nicolas Lapierre Matthieu Vaxivière       | Gibson GL458 4.5 L V8         | M      | 103    | +27.473        |
| 3    | LMP2        | 31  | Team WRT                  | Sean Gelael Robin Frijns René Rast                     | Oreca 07                      | G      | 103    | +1:06.185      |
| 3    | LMP2        | 31  | Team WRT                  | Sean Gelael Robin Frijns René Rast                     | Gibson GK428 4.2 L V8         | G      | 103    | +1:06.185      |
| 4    | LMP2        | 41  | RealTeam by Team WRT      | Rui Andrade Ferdinand Habsburg Norman Nato             | Oreca 07                      | G      | 103    | +1:40.676      |
| 4    | LMP2        | 41  | RealTeam by Team WRT      | Rui Andrade Ferdinand Habsburg Norman Nato             | Gibson GK428 4.2 L V8         | G      | 103    | +1:40.676      |
| 5    | LMP2        | 38  | Jota                      | Roberto González António Félix da Costa Will Stevens   | Oreca 07                      | G      | 103    | +1:48.571      |
| 5    | LMP2        | 38  | Jota                      | Roberto González António Félix da Costa Will Stevens   | Gibson GK428 4.2 L V8         | G      | 103    | +1:48.571      |
| 6    | LMP2        | 5   | Team Penske               | Dane Cameron Emmanuel Collard Felipe Nasr              | Oreca 07                      | G      | 103    | +1:57.610      |
| 6    | LMP2        | 5   | Team Penske               | Dane Cameron Emmanuel Collard Felipe Nasr              | Gibson GK428 4.2 L V8         | G      | 103    | +1:57.610      |
| 7    | LMP2        | 22  | United Autosports USA     | Philip Hanson Filipe Albuquerque Will Owen             | Oreca 07                      | G      | 103    | +1:57.901      |
| 7    | LMP2        | 22  | United Autosports USA     | Philip Hanson Filipe Albuquerque Will Owen             | Gibson GK428 4.2 L V8         | G      | 103    | +1:57.901      |
| 8    | LMP2        | 23  | United Autosports USA     | Oliver Jarvis Alex Lynn Josh Pierson                   | Oreca 07                      | G      | 102    | +1 ronde       |
| 8    | LMP2        | 23  | United Autosports USA     | Oliver Jarvis Alex Lynn Josh Pierson                   | Gibson GK428 4.2 L V8         | G      | 102    | +1 ronde       |
| 9    | Hypercar    | 708 | Glickenhaus Racing        | Olivier Pla Romain Dumas Pipo Derani                   | Glickenhaus SCG 007 LMH       | M      | 102    | +1 ronde       |
| 9    | Hypercar    | 708 | Glickenhaus Racing        | Olivier Pla Romain Dumas Pipo Derani                   | Glickenhaus 3.5 L Turbo V8    | M      | 102    | +1 ronde       |
| 10   | LMP2        | 9   | Prema Orlen Team          | Robert Kubica Louis Delétraz Lorenzo Colombo           | Oreca 07                      | G      | 102    | +1 ronde       |
| 10   | LMP2        | 9   | Prema Orlen Team          | Robert Kubica Louis Delétraz Lorenzo Colombo           | Gibson GK428 4.2 L V8         | G      | 102    | +1 ronde       |
| 11   | LMGTE Pro   | 51  | AF Corse                  | Alessandro Pier Guidi James Calado                     | Ferrari 488 GTE Evo           | M      | 102    | +1 ronde       |
| 11   | LMGTE Pro   | 51  | AF Corse                  | Alessandro Pier Guidi James Calado                     | Ferrari F154CB 3.9 L Turbo V8 | M      | 102    | +1 ronde       |
| 12   | LMGTE Pro   | 92  | Porsche GT Team           | Michael Christensen Kévin Estre                        | Porsche 911 RSR-19            | M      | 102    | +1 ronde       |
| 12   | LMGTE Pro   | 92  | Porsche GT Team           | Michael Christensen Kévin Estre                        | Porsche 4.2 L Flat-6          | M      | 102    | +1 ronde       |
| 13   | LMGTE Pro   | 52  | AF Corse                  | Miguel Molina Antonio Fuoco                            | Ferrari 488 GTE Evo           | M      | 102    | +1 ronde       |
| 13   | LMGTE Pro   | 52  | AF Corse                  | Miguel Molina Antonio Fuoco                            | Ferrari F154CB 3.9 L Turbo V8 | M      | 102    | +1 ronde       |
| 14   | LMP2        | 1   | Richard Mille Racing Team | Lilou Wadoux Sébastien Ogier Charles Milesi            | Oreca 07                      | G      | 101    | +2 ronden      |
| 14   | LMP2        | 1   | Richard Mille Racing Team | Lilou Wadoux Sébastien Ogier Charles Milesi            | Gibson GK428 4.2 L V8         | G      | 101    | +2 ronden      |
| 15   | LMP2 Pro-Am | 83  | AF Corse                  | François Perrodo Nicklas Nielsen Alessio Rovera        | Oreca 07                      | G      | 101    | +2 ronden      |
| 15   | LMP2 Pro-Am | 83  | AF Corse                  | François Perrodo Nicklas Nielsen Alessio Rovera        | Gibson GK428 4.2 L V8         | G      | 101    | +2 ronden      |
| 16   | LMP2        | 10  | Vector Sport              | Nico Müller Ryan Cullen Sébastien Bourdais             | Oreca 07                      | G      | 101    | +2 ronden      |
| 16   | LMP2        | 10  | Vector Sport              | Nico Müller Ryan Cullen Sébastien Bourdais             | Gibson GK428 4.2 L V8         | G      | 101    | +2 ronden      |
| 17   | LMP2 Pro-Am | 45  | Algarve Pro Racing        | Steven Thomas James Allen René Binder                  | Oreca 07                      | G      | 101    | +2 ronden      |
| 17   | LMP2 Pro-Am | 45  | Algarve Pro Racing        | Steven Thomas James Allen René Binder                  | Gibson GK428 4.2 L V8         | G      | 101    | +2 ronden      |
| 18   | LMGTE Pro   | 64  | Corvette Racing           | Tommy Milner Nick Tandy                                | Chevrolet Corvette C8.R       | M      | 101    | +2 ronden      |
| 18   | LMGTE Pro   | 64  | Corvette Racing           | Tommy Milner Nick Tandy                                | Chevrolet 5.5 L V8            | M      | 101    | +2 ronden      |
| 19   | LMP2 Pro-Am | 35  | Ultimate                  | Jean-Baptiste Lahaye Matthieu Lahaye François Heriau   | Oreca 07                      | G      | 100    | +3 ronden      |
| 19   | LMP2 Pro-Am | 35  | Ultimate                  | Jean-Baptiste Lahaye Matthieu Lahaye François Heriau   | Gibson GK428 4.2 L V8         | G      | 100    | +3 ronden      |
| 20   | LMGTE Pro   | 91  | Porsche GT Team           | Gianmaria Bruni Richard Lietz                          | Porsche 911 RSR-19            | M      | 100    | +3 ronden      |
| 20   | LMGTE Pro   | 91  | Porsche GT Team           | Gianmaria Bruni Richard Lietz                          | Porsche 4.2 L Flat-6          | M      | 100    | +3 ronden      |
| 21   | LMGTE Am    | 77  | Dempsey-Proton Racing     | Christian Ried Sebastian Priaulx Harry Tincknell       | Porsche 911 RSR-19            | M      | 99     | +4 ronden      |
| 21   | LMGTE Am    | 77  | Dempsey-Proton Racing     | Christian Ried Sebastian Priaulx Harry Tincknell       | Porsche 4.2 L Flat-6          | M      | 99     | +4 ronden      |
| 22   | LMGTE Am    | 33  | TF Sport                  | Ben Keating Marco Sørensen Henrique Chaves             | Aston Martin Vantage AMR      | M      | 99     | +4 ronden      |
| 22   | LMGTE Am    | 33  | TF Sport                  | Ben Keating Marco Sørensen Henrique Chaves             | Aston Martin 4.0 L Turbo V8   | M      | 99     | +4 ronden      |
| 23   | LMGTE Am    | 98  | Northwest AMR             | Paul Dalla Lana David Pittard Nicki Thiim              | Aston Martin Vantage AMR      | M      | 99     | +4 ronden      |
| 23   | LMGTE Am    | 98  | Northwest AMR             | Paul Dalla Lana David Pittard Nicki Thiim              | Aston Martin 4.0 L Turbo V8   | M      | 99     | +4 ronden      |
| 24   | LMGTE Am    | 54  | AF Corse                  | Thomas Flohr Francesco Castellacci Nick Cassidy        | Ferrari 488 GTE Evo           | M      | 99     | +4 ronden      |
| 24   | LMGTE Am    | 54  | AF Corse                  | Thomas Flohr Francesco Castellacci Nick Cassidy        | Ferrari F154CB 3.9 L Turbo V8 | M      | 99     | +4 ronden      |
| 25   | LMGTE Am    | 46  | Team Project 1            | Matteo Cairoli Mikkel O. Pedersen Nicolas Leutwiler    | Porsche 911 RSR-19            | M      | 99     | +4 ronden      |
| 25   | LMGTE Am    | 46  | Team Project 1            | Matteo Cairoli Mikkel O. Pedersen Nicolas Leutwiler    | Porsche 4.2 L Flat-6          | M      | 99     | +4 ronden      |
| 26   | LMGTE Am    | 86  | GR Racing                 | Ben Barker Riccardo Pera Michael Wainwright            | Porsche 911 RSR-19            | M      | 98     | +5 ronden      |
| 26   | LMGTE Am    | 86  | GR Racing                 | Ben Barker Riccardo Pera Michael Wainwright            | Porsche 4.2 L Flat-6          | M      | 98     | +5 ronden      |
| 27   | LMGTE Am    | 777 | D'Station Racing          | Satoshi Hoshino Tomonobu Fujii Charlie Fagg            | Aston Martin Vantage AMR      | M      | 97     | +6 ronden      |
| 27   | LMGTE Am    | 777 | D'Station Racing          | Satoshi Hoshino Tomonobu Fujii Charlie Fagg            | Aston Martin 4.0 L Turbo V8   | M      | 97     | +6 ronden      |
| 28   | LMGTE Am    | 60  | Iron Lynx                 | Claudio Schiavoni Matteo Cressoni Giancarlo Fisichella | Ferrari 488 GTE Evo           | M      | 97     | +6 ronden      |
| 28   | LMGTE Am    | 60  | Iron Lynx                 | Claudio Schiavoni Matteo Cressoni Giancarlo Fisichella | Ferrari F154CB 3.9 L Turbo V8 | M      | 97     | +6 ronden      |
| 29   | LMGTE Am    | 88  | Dempsey-Proton Racing     | Fred Poordad Patrick Lindsey Jan Heylen                | Porsche 911 RSR-19            | M      | 96     | +7 ronden      |
| 29   | LMGTE Am    | 88  | Dempsey-Proton Racing     | Fred Poordad Patrick Lindsey Jan Heylen                | Porsche 4.2 L Flat-6          | M      | 96     | +7 ronden      |
| 30   | LMGTE Am    | 85  | Iron Dames                | Rahel Frey Christina Nielsen Doriane Pin               | Ferrari 488 GTE Evo           | M      | 96     | +7 ronden      |
| 30   | LMGTE Am    | 85  | Iron Dames                | Rahel Frey Christina Nielsen Doriane Pin               | Ferrari F154CB 3.9 L Turbo V8 | M      | 96     | +7 ronden      |
| 31   | LMGTE Am    | 21  | AF Corse                  | Simon Mann Christoph Ulrich Toni Vilander              | Ferrari 488 GTE Evo           | M      | 94     | +9 ronden      |
| 31   | LMGTE Am    | 21  | AF Corse                  | Simon Mann Christoph Ulrich Toni Vilander              | Ferrari F154CB 3.9 L Turbo V8 | M      | 94     | +9 ronden      |
| 32   | LMGTE Am    | 71  | Spirit of Race            | Franck Dezoteux Pierre Ragues Gabriel Aubry            | Ferrari 488 GTE Evo           | M      | 91     | +12 ronden     |
| 32   | LMGTE Am    | 71  | Spirit of Race            | Franck Dezoteux Pierre Ragues Gabriel Aubry            | Ferrari F154CB 3.9 L Turbo V8 | M      | 91     | +12 ronden     |
| DNF  | LMGTE Am    | 56  | Team Project 1            | Brendan Iribe Ollie Millroy Ben Barnicoat              | Porsche 911 RSR-19            | M      | 93     | Schade ongeluk |
| DNF  | LMGTE Am    | 56  | Team Project 1            | Brendan Iribe Ollie Millroy Ben Barnicoat              | Porsche 4.2 L Flat-6          | M      | 93     | Schade ongeluk |
| DNF  | LMP2        | 28  | Jota                      | Oliver Rasmussen Ed Jones Jonathan Aberdein            | Oreca 07                      | G      | 82     | Schade ongeluk |
| DNF  | LMP2        | 28  | Jota                      | Oliver Rasmussen Ed Jones Jonathan Aberdein            | Gibson GK428 4.2 L V8         | G      | 82     | Schade ongeluk |
| DNF  | LMP2        | 34  | Inter Europol Competition | Jakub Śmiechowski Alex Brundle Esteban Gutiérrez       | Oreca 07                      | G      | 52     | Ongeluk        |
| DNF  | LMP2        | 34  | Inter Europol Competition | Jakub Śmiechowski Alex Brundle Esteban Gutiérrez       | Gibson GK428 4.2 L V8         | G      | 52     | Ongeluk        |
| DNF  | Hypercar    | 8   | Toyota Gazoo Racing       | Sébastien Buemi Brendon Hartley Ryō Hirakawa           | Toyota GR010 Hybrid           | M      | 29     | Hybride        |
| DNF  | Hypercar    | 8   | Toyota Gazoo Racing       | Sébastien Buemi Brendon Hartley Ryō Hirakawa           | Toyota 3.5 L Turbo V6         | M      | 29     | Hybride        |
| DNF  | LMP2 Pro-Am | 44  | ARC Bratislava            | Miroslav Konôpka Bent Viscaal Tijmen van der Helm      | Oreca 07                      | G      | 25     | Ongeluk        |
| DNF  | LMP2 Pro-Am | 44  | ARC Bratislava            | Miroslav Konôpka Bent Viscaal Tijmen van der Helm      | Gibson GK428 4.2 L V8         | G      | 25     | Ongeluk        |

## Tussenstanden na wedstrijd
Hypercar (coureurs)
| Pos | Coureur                                          | Punten |
| --- | ------------------------------------------------ | ------ |
| 1   | André Negrão Nicolas Lapierre Matthieu Vaxivière | 57     |
| 2   | Olivier Pla Romain Dumas                         | 39     |
| 3   | Sébastien Buemi Brendon Hartley Ryō Hirakawa     | 27     |
| 4   | Mike Conway Kamui Kobayashi José María López     | 25     |
| 5   | Ryan Briscoe                                     | 23     |

Hypercar (constructeurs)
| Pos | Constructeur | Punten |
| --- | ------------ | ------ |
| 1   | Alpine       | 57     |
| 2   | Toyota       | 52     |
| 3   | Glickenhaus  | 39     |

LMGTE (coureurs)
| Pos | Coureur                            | Punten |
| --- | ---------------------------------- | ------ |
| 1   | Michael Christensen Kévin Estre    | 57     |
| 2   | Alessandro Pier Guidi James Calado | 43     |
| 3   | Tommy Milner Nick Tandy            | 39     |
| 4   | Gianmaria Bruni Richard Lietz      | 34     |
| 5   | Antonio Fuoco Miguel Molina        | 15     |

LMGTE (constructeurs)
| Pos | Constructeur | Punten |
| --- | ------------ | ------ |
| 1   | Porsche      | 91     |
| 2   | Ferrari      | 73     |
| 3   | Chevrolet    | 39     |

LMP2 (coureurs)
| Pos | Coureur                                              | Punten |
| --- | ---------------------------------------------------- | ------ |
| 1   | Sean Gelael Robin Frijns René Rast                   | 52     |
| 2   | Oliver Jarvis Josh Pierson                           | 46     |
| 3   | Rui Andrade Ferdinand Habsburg Norman Nato           | 41     |
| 4   | Paul di Resta                                        | 38     |
| 5   | António Félix da Costa Roberto González Will Stevens | 27     |

LMP2 (teams)
| Pos | Nr | Team                  | Punten |
| --- | -- | --------------------- | ------ |
| 1   | 31 | WRT                   | 52     |
| 2   | 23 | United Autosports USA | 46     |
| 3   | 41 | RealTeam by WRT       | 41     |
| 4   | 38 | Jota                  | 27     |
| 5   | 9  | Prema Orlen Team      | 24     |

LMP2 Pro-Am (coureurs)
| Pos | Coureur                                              | Punten |
| --- | ---------------------------------------------------- | ------ |
| 1   | François Perrodo Nicklas Nielsen Alessio Rovera      | 63     |
| 2   | Jean-Baptiste Lahaye Matthieu Lahaye François Heriau | 42     |
| 3   | Steven Thomas James Allen René Binder                | 41     |
| 4   | Miroslav Konôpka Mathias Beche Tijmen van der Helm   | 18     |
| 5   | Bent Viscaal                                         | 0      |

LMP2 Pro-Am (teams)
| Pos | Nr | Team               | Punten |
| --- | -- | ------------------ | ------ |
| 1   | 83 | AF Corse           | 63     |
| 2   | 35 | Ultimate           | 42     |
| 3   | 45 | Algarve Pro Racing | 41     |
| 4   | 44 | ARC Bratislava     | 18     |

LMGTE Am (coureurs)
| Pos | Coureur                                          | Punten |
| --- | ------------------------------------------------ | ------ |
| 1   | Paul Dalla Lana David Pittard Nicki Thiim        | 53     |
| 2   | Ben Keating Marco Sørensen                       | 47     |
| 3   | Christian Ried Sebastian Priaulx Harry Tincknell | 43     |
| 4   | Florian Latorre                                  | 28     |
| 5   | Brendan Iribe Ollie Millroy Ben Barnicoat        | 23     |

LMGTE Am (teams)
| Pos | Nr  | Team                  | Punten |
| --- | --- | --------------------- | ------ |
| 1   | 98  | Northwest AMR         | 53     |
| 2   | 33  | TF Sport              | 47     |
| 3   | 77  | Dempsey-Proton Racing | 43     |
| 4   | 56  | Team Project 1        | 23     |
| 5   | 777 | D'Station Racing      | 18     |